# Dactyladenia hirsuta
Dactyladenia hirsuta är en tvåhjärtbladig växtart som först beskrevs av De Wild. och Auguste Jean Baptiste Chevalier, och fick sitt nu gällande namn av Ghillean `Iain' Tolmie Prance och Frank White. Dactyladenia hirsuta ingår i släktet Dactyladenia och familjen Chrysobalanaceae. IUCN kategoriserar arten globalt som starkt hotad. Inga underarter finns listade i Catalogue of Life.